# Mondego
El riu Mondego és el riu més llarg que es troba totalment dins territori portuguès. Neix a la Serra da Estrela, la muntanya més elevada del Portugal continental. Té una longitud de 234 km des del municipi de Gouveia fins a desembocar a l'oceà Atlàntic a la ciutat de Figueira da Foz. Creua el poble de Penacova, la ciutat de Coïmbra, i el municipi de Montemor-o-Velho. Els principals afluents del Mondego són, des del seu naixement fins a la desembocadura: el Dão (per la dreta), l'Alva, (esquerra), el Ceira (esquerra), l'Arunca (esquerra) i el Pranto (esquerra).